# Cerkiew Soboru Bogurodzicy w Lipiu
Cerkiew Soboru Bogurodzicy w Lipiu – nieistniejąca drewniana parafialna cerkiew greckokatolicka, wzniesiona w 1900 w Lipiu, która spłonęła w 1981.
Cerkiew powstała na fali silnego nurtu poszukującego form narodowej sztuki ukraińskiej, który pojawił się w latach osiemdziesiątych XIX wieku.
W 1970 cerkiew, dzwonnicę i cmentarz przycerkiewny wpisano do rejestru zabytków.

## Historia
Cerkiew wzniesiono w 1900 na miejscu poprzedniej z 1600. Po 1951 opuszczona i zdewastowana. Stary ikonostas wywieziono, nowy w większości rozkradziono. W 1976 roku przejęta przez kościół rzymskokatolicki i użytkowana jako kościół filialny. Spłonęła w nocy z 17 na 18 maja 1981. Zachowała się betonowa podmurówka i krzyże z kopuł. W czasie pożaru spłonął dach dzwonnicy. 

## Architektura i wyposażenie
Cerkiew zbudowana w narodowym stylu ukraińskim, na planie krzyża, bliźniaczo podobna do cerkwi w sąsiednim Bystrem. Obiekt konstrukcji zrębowej, orientowana, trójdzielna. Nawa z zamkniętymi trójbocznie ramionami transeptu, sanktuarium i babiniec kryte ośmiobocznymi kopułami.
Wewnątrz rozmontowany ikonostas z poprzedniej cerkwi był powieszony na ścianach. Nowy ikonostas był skomponowany z fragmentów co najmniej dwóch innych nieznanego pochodzenia z XVIII wieku. W świątyni znajdował się nadwieszony chór muzyczny w kształcie litery C z tralkową balustradą.

## Otoczenie
Po pożarze pozostała ruina dzwonnicy. Była to dzwonnica bramna, murowana dwukondygnacyja, parawanowa z trzema dzwonami. Obok zachował się cmentarz z zabytkowymi nagrobkami.